# Inde Navarrette
Inde Navarrette, född 3 mars 2001 i Arizona, är en amerikansk skådespelare.
Navarrette har bland annat medverkat i TV-serierna Superman and Lois (2021–2023) och Tretton skäl varför från 2020. Hon har även medverkat i filmen Wander Darkly från 2020.

## Filmografi (i urval)
- 2020: Tretton skäl varför
- 2020: Wander Darkly
- 2021–2023: Superman and Lois